# Karina Nose
Karina Nose (jap. 能瀬 香里奈 Nose Karina) bardziej znana jako Karina (jap. 香里奈 Karina; ur. 21 lutego 1984 w Nagoi) – japońska modelka i aktorka.

## Biografia
Karina Nose urodziła się w Nagoi, w Prefekturze Aichi. Ma dwie starsze siostry Erene i Anne, które również są modelkami i aktorkami. Karina jako modelka i aktorka działa nieprzerwanie od 2000 roku, występując w czasopismach, filmach i serialach. W tym czasie zdobyła dwie nagrody dla najlepszej aktorki za rolę w „Daisuki!!” i „Real Clothes” oraz dwa razy nagrodę dla najlepszej aktorki drugoplanowej za rolę w „Boku no Aruku Michi” i w serialu „PRICELESS~Aru Wake Nedaro,n namon!~” w 2012 roku. Karina pracowała między innymi dla takich firm jak Shiseido czy Lotte. Karina jest również uważana za jedną z najpiękniejszych kobiet w Japonii.

## Filmografia

### Seriale
- Shinhannin Flag 2 (NTV 2022)
- Shukan Tsuikyu Premium (Hulu 2021) odc.4
- Shinhannin Flag (NTV 2021)
- Mada Mada Koi wa Tsuzuku yo Doko Made mo (Paravi 2020)
- Koi wa Tsuzuku yo Doko Made mo (TBS 2020)
- Takane no Hana (NTV 2018)
- AI ~ Watashi to Kanojo to Jinkou Chinou (Fuji TV 2017)
- Kirawareru Yuuki (Fuji TV 2017)
- Kekkonshiki no Zenjitsu ni (TBS 2015)
- Summer Nude (Fuji TV 2013)
- Priceless (Fuji TV 2012)
- Honto ni Atta Kowai Hanashi 2012 Aru Natsu no Dekigoto (Fuji TV 2012)
- Miyabe Miyuki „Gokujou” Mysteries Riyuu (TBS 2012) gościnnie
- Dirty Mama! (NTV 2012)
- Watashi ga Ren’ai Dekinai Riyuu (Fuji TV 2011)
- Freeter, Ie wo kau SP (Fuji TV 2011)
- Misaki Number One! (NTV 2011)
- Freeter, Ie wo kau (Fuji TV 2010)
- Warau Joyuu (NTV 2010)
- Hataraku Gon! (NTV 2009)
- Real Clothes (Fuji TV 2009)
- Kochira Katsushika-ku Kameari Koen-mae Hashutsujo (TBS 2009)
- Love Shuffle (TBS 2009)
- Galileo: Episode Zero (Fuji TV 2008)
- Real Clothes SP (Fuji TV 2008)
- Myu no Anyo Papa ni Ageru (NTV 2008)
- Kiri no Hi (NTV 2008)
- Ryokiteki na Kanojo (TBS 2008) odc.11
- Sensei wa Erai! (NTV 2008)
- Daisuki!! (TBS 2008)
- Ushi ni Negai wo: Love & Farm (Fuji TV 2007)
- Bambino! (NTV 2007)
- Tsubasa no Oreta Tenshitachi 2 Merchandise (Fuji TV 2007)
- Boku no Aruku Michi (Fuji TV 2006)
- Message (MBS 2006)
- CA to Oyobi (NTV 2006)
- Yaoh (TBS 2006)
- Umizaru (Fuji TV 2005) odc.1
- Nurseman ga Yuku (NTV 2004)
- Division 1 (2H) (Fuji TV 2004)
- Long Love Letter (Fuji TV 2002)
- Kabachitare (Fuji TV 2001)

### Filmy
- Omoide Shashin (2021)
- Life on the Longboard 2nd Wave (2019)
- Girl (2012)
- Ashita no Joe (2011)
- Parade (2010)
- Koizora (2007)
- Shaberedomo Shaberedomo (2007)
- Reincarnation (2006)
- Umizaru (2005)
- Tengoku no Honya ~Koibi~ (2004)
- Shinkokyuu no Hitsuyou (2004)